# 卡利尼夫卡 (博胡斯拉夫區)
49°31′58″N 30°58′32″E / 49.53278°N 30.97556°E
卡利尼夫卡（烏克蘭語：Калинівка）是位於烏克蘭北部的村莊，由基辅州奧布希夫區的博胡斯拉夫市鎮負責管轄。該村始建於1922年，面積0.5平方公里，海拔高度128米，2001年人口76，人口密度每平方公里152人。